# قناة سبيدة
سبيدة (بالإنجليزية: Speda Tv) (بالكردية: كەناڵی ئاسمانی سپێدە) هي قناة فضائية كردية عراقية تبث برامجها باللغة الكردية ومقرها في أربيل. قناة سبيدة مؤسسها ومالكها الاتحاد الإسلامي الكردستاني، تعنى بالأحداث والأخبار، وتهتم بقضايا الأسرة وبمشاكل الناس، وتعمل للحفاظ على التراث الكوردي والهوية الوطنية والقومية لشعب كردستان العراق.

## تأسيس القناة
تأسست قناة سبيدة على أساس حرية التعبير والدفاع عن حقوق الوطن والمواطن. بدأت البث في 17-6-2009 ، وتبث برامجها من اقليم كوردستان، لتكون إحدى أهم المحطات الفضائية الكوردية التي تحظى بقطاع واسع من المشاهدين، في داخل إقليم كوردستان وخارجه، و صلاح الدين محمد بهاء الدين يعتبر مؤسس القناة.

## أهداف القناة
1. إيصال الأخبار والمعلومات الصحيحة بشكل موضوعي.
2. تعزيز رسالة الإصلاح الشامل، والاهتمام بمشاكل الناس، وعرض معاناتهم في كافة المجالات.
3. المحافظة على الهوية الوطنية والقومية والدينية والثقافية للمجتمع الكوردستاني.
4. الاهتمام باللغة والأدب والتراث الثقافي الكوردي.
5. إشاعة روح التعددية والتعايش المشترك وثقافة التسامح والسلم المجتمعي وتعزيز الفكر الوسطي.[12]
6. تنمية القيم العليا والحفاظ على قيم الأسرة.
7. توعية المواطنين بحقوقهم وواجباتهم.
8. الاهتمام بالجالية الكوردية في المهجر، من ناحية الحفاظ على هويتهم الدينية والقومية.

## بث القناة
يتم البث بنظام الـHD على النايل سات، بتردد 12687، 27500، 5/6.

## الاعتداءات على القناة
تعرض كوادر “قناة سبيدة” بالضرب من قبل القوات الأمنية أثناء تغطيتهم للاحتجاجات و المظاهرات السلمية في اربيل والسليمانية ودهوك وكركوك عدة مرات و تمت احتجاز الكوادر و الصحفيين للقناة مرات عديدة، وفرض عقوبات من قبل وزارة الثقافة بإقليم كوردستان.

## اللهجات المستخدمة
- اللغة الكردية بلهجتيها (السورانية) و(الكرمانجية).[18][19][20]

- اللغة العربية، حيث يتم نشر الأخبار بهذه اللغة على الموقع الإلكتروني للقناة فقط.[21]

## وصلات خارجية
- الموقع الرسمي لقناة سبيدة
- رابط البث المباشر لقناة سبيدة
- قائمة القنوات التلفزية العراقية

- اللغة الكردية(وسائل إعلام کردیة)
- الإتحاد الإسلامي الكردستاني
- الحساب الرسمي قناة سبيدة في انستجرام
- الحساب الرسمي لقناة سبيدة في تويتر
- القناة الرسمي لقناة سبيدة في تليجرام